# 戈洛河
戈洛河（法語：Golo，法語發音：[ɡɔlo]）是法國的河流，位於科西嘉島，河道全長90公里，發源自該國中部，流經卡拉庫恰，最終在巴斯蒂亞以南20公里處注入第勒尼安海。

## 外部連結
- http://www.geoportail.fr （页面存档备份，存于）
- Sandre数据库中的戈洛河